# Anisochoria albida
Anisochoria albida är en fjärilsart som beskrevs av Paul Mabille 1888. Anisochoria albida ingår i släktet Anisochoria och familjen tjockhuvuden. Inga underarter finns listade i Catalogue of Life.